# Plage de Sahara
La plage de Sahara est une plage de sable située au nord de Lopar sur l'île de Rab, sur la mer Adriatique au nord de la côte croate.

## Description
La plage se trouve dans une petite crique entourée de falaises rocheuses, ce qui lui confère un caractère isolé et privé. La plage ne peut être atteinte qu'à pied ou en bateau, ce qui ajoute à son attrait et à son exclusivité.
En raison du sable fin qui recouvre le rivage, la plage porte le nom du désert du Sahara, ce qui lui confère un caractère exotique. La plage est entourée d'une végétation luxuriante, notamment de pins et d'autres plantes méditerranéennes, qui offrent beaucoup d'ombre par rapport au soleil brûlant de la Croatie.